# 七甲 (臺灣)
七甲，是臺灣臺南市六甲區的一個傳統地域名稱，位於該區南部略偏西。相較於今日行政區，其範圍大致包括七甲里不含西北端及北部中央偏東凸出部分、甲南里西南端、王爺里西部邊界地帶中央一小段。
本地區境內主要聚落為七甲，東部地區設有嘉南國小。

## 歷史
台灣日治初期，七甲地區為一街庄，稱為「七甲庄」（舊制街庄），隸屬於赤山堡。該庄昔日北邊大部分與二甲庄、六甲庄為鄰，北邊最東側一小段及東邊與王爺宮庄為鄰，南邊大部分與烏山頭庄、角秀庄為界，南邊最西側一小段及西邊與二鎮庄為界。
1901年（日治明治三十四年）11月11日，全台廢縣廳改設二十廳，該庄隸屬於鹽水港廳。1904年（明治三十七年）4月1日，該庄編入「六甲區」，隸屬於鹽水港廳。1906年（明治三十九年）4月1日，鹽水港廳內管轄區域調整，該庄仍隸屬於六甲區。1909年（明治四十二年）10月25日，全台合併二十廳為十二廳，六甲區改隸屬於臺南廳。1920年（大正九年）10月1日，全台地方制度大改正，廢十二廳改設五州二廳，該庄改制為「七甲」大字，隸屬於臺南州曾文郡六甲庄（新制街庄）。
戰後六甲庄改制為六甲鄉，隸屬於臺南縣，大字亦改制為村。1950年（民國39年）10月25日，雲、嘉、南分治，六甲鄉仍隸屬於臺南縣。2010年（民國99年）12月25日，臺南縣、市合併為直轄臺南市，六甲鄉改制為六甲區，村亦改制為里。

## 聚落
本地區發展較早的聚落為七甲、瓦磘，在日治期初期的官方地圖上已有記載。

## 交通
國道3號又稱「福爾摩沙高速公路」，是貫穿臺灣西部的兩條縱向高速公路之一，經過本地區中部略偏東地帶，並於南部邊界外不遠處的市道171號交會口設有烏山頭交流道。由此可快速前往國道3號沿線各地。
市道165號是後庄至官田的道路，經過本地區主聚落。由該道路北行可前往六甲區六甲市區、柳營區東部、東山區、白河區、嘉義縣水上鄉東部、中埔鄉西部下六地區的後庄，並止於省道台18線路口；南行可前往官田區，並止於省道台1線路口。
區道南318線是葫蘆埤至嘉南的道路，經過本地區西北部。

## 學校
- 嘉南國小